# Ordre Maçonnique Martiniste
De Ordre Maçonnique Martiniste was een orde van martinisten van maçonnieke signatuur.  
Deze Orde had haar zetel in Zwitserland.
Op 1 september 1958 werd Gustave Lambert Brahy, het hoofd van de martinisten van België, benoemd tot erelid van de Grand Orient Maçonnique Martiniste Suisse (GOMMS), die banden had met de Ordre Martiniste Traditionnel. 

## Loges
- Marquis de Saint-Martin (de enige en officiële Perfectieloge van het GOMMS).